# Bergel József
Bergel József, névváltozat: Bergl József (Kaposvár, 1802. szeptember 2. – Kaposvár, 1884. február 15.) morvaországi származású orvos a kaposvári Esterházy uradalomban, héber költő, természettudományi szakíró, történetíró.

## Élete
Leopold Bergel és Rachel Schik prossnitzi (Morvaország) lakosok fiaként született. Fél évszázadnál tovább működött mint gyakorló orvos, orvosi tanulmányai a Zeitschrift für Natur-und Heilkunde-ben jelentek meg. A zsidó irodalom avatott ismerője volt, több művet írt német nyelven. 

## Művei
Zsidó vonatkozású önállóan megjelent művei: 
- Hebräische Gedichte nach einem neuen Rhythmus (Nagykanizsa, 1873)
- Studien über die naturwissenschaftlichen Kentnisse der Talmudisten (Lipcse, 1880)
- Geschichte der Juden in Ungarn nach den bestén Quellen bearbeitet (Kaposvár, 1879, magyarul: A magyarországi zsidók története Online)
- Die Eheverhältnisse der alten Juden im Vergleiche mit dem griechischen und römischen (Lipcse, 1881)